# Triana (Alenquer)
Triana ist eine ehemalige Gemeinde (Freguesia) im portugiesischen Kreis Alenquer. In ihr lebten 4134 Einwohner (Stand 30. Juni 2011).

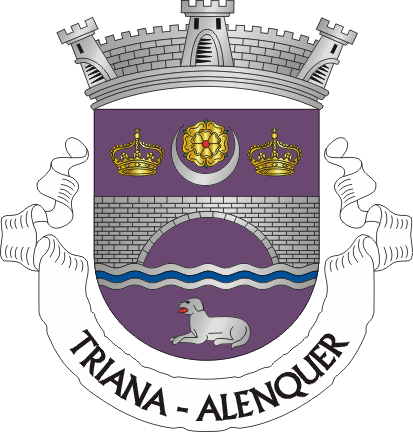
Das Wappen der ehemaligen Gemeinde

Am 29. September 2013 wurden die Freguesias Alenquer (Triana) und Alenquer (Santo Estêvão) zur neuen Freguesia União das Freguesias de Alenquer (Santo Estêvão e Triana) zusammengefasst.